# ايفيكا كرالي
ايفيكا كرالي مواليد 26 مارس 1973 في الجبل الأسود، جمهورية يوغوسلافيا الاشتراكية الاتحادية، هو لاعب كرة قدم صربي دولي سابق كان يلعب كحارس مرمى. سبق له أن لعب في كأس العالم لكرة القدم مع منتخب بلاده. لعب خلال مسيرته 221 مباراة.

## المسيرة الاحترافية

### أندية لعب لها
- نادي بارتيزان
- نادي بورتو
- نادي آيندهوفن
- نادي روستوف

## روابط خارجية
- ايفيكا كرالي على موقع الاتحاد الدولي (مؤرشف)  (الإنجليزية)
- ايفيكا كرالي على موقع قاعدة بيانات كرة القدم.إي يو (الإنجليزية)
- ايفيكا كرالي على موقع ناشيونال فوتبول تيمز (الإنجليزية)
- ايفيكا كرالي على موقع عالم كرة القدم.نت (الإنجليزية)